# Lucius D. Battle

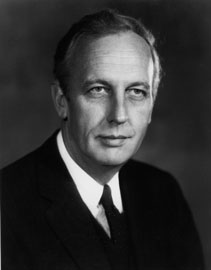
Lucius D. Battle

Lucius Durham Battle (* 1. Juni 1918 in Dawson, Georgia; † 13. Mai 2008) war ein US-amerikanischer Diplomat.

## Karriere
Battle amtierte von 1962 bis 1964 als Staatssekretär für Erziehungs- und Kulturangelegenheiten (Assistant Secretary of State for Educational and Cultural Affairs) im Außenministerium der Vereinigten Staaten und war von 1964 bis 1967 Botschafter der Vereinigten Staaten in Ägypten. Danach kehrte er nach Washington, D.C. zurück und arbeitete wieder im Außenministerium. Diesmal war er bis 1968 als Staatssekretär mit Zuständigkeit für den Nahen Osten und Südasien (Assistant Secretary of State for Near Eastern and South Asian Affairs) tätig.

## Werke
- Communications and the Economy. Communications and Peace. 1975
- Peace: Inshallah. In: Foreign Policy. Nr. 14, 1974.
- mit Marc Wall: Reminiscences of Lucius D. Battle. Oral History. 1974